# Колун (Фоча)
Колун је насељено мјесто у општини Фоча, Република Српска, БиХ. Према попису становништва из 2013. у насељу је живјело само 16 становника.

## Становништво
| Демографија | Демографија | Демографија |
| Година      | Становника  | Становника  |
| ----------- | ----------- | ----------- |
| 1971.       | 483         |             |
| 1981.       | 314         |             |
| 1991.       | 178         |             |